# Museu d'Història de Borriol

El Museu d'Història de Borriol (en sigles MUHBO) és un museu situat a la localitat valenciana de Borriol (Plana Alta). És museu reconegut per la Generalitat Valenciana des de 2019, després de diversos anys essent una Col·lecció Museogràfica Permanent, concretament des de l'any 2000.
 Ocupa l'edifici històric de l'antiga llotja medieval i de la casa de la vila feudal, que va ser reformada a les darreries del segle xviii, seguint els postulats arquitectònics de l'Acadèmia de Belles Arts de Sant Carles de València.